# Daniel Terzenbach
Daniel Terzenbach (* 7. November 1980 in Freiensteinau) ist ein deutscher Verwaltungsmitarbeiter. Seit dem 14. März 2019 ist er Mitglied des Vorstandes der Bundesagentur für Arbeit in Nürnberg. Als Vorstand Regionen ist er als Nachfolger von Raimund Becker insbesondere verantwortlich für die operativen Geschäftsbereiche.

## Leben
Von 2000 bis 2004 studierte Terzenbach Social Management an der Fachhochschule Dortmund und arbeitete ab 2006 im Jobcenter Märkischer Kreis. 2009 wechselte er in die Zentrale der Bundesagentur für Arbeit. Ab Oktober 2015 gehörte die Integration von geflüchteten Menschen in den Arbeitsmarkt zu seinem Aufgabenbereich. Von 2017 bis zu seiner Ernennung zum Vorstand war er Geschäftsführer in der BA-Zentrale und verantwortete den Bereich „Qualität – Umsetzung – Beratung“. Er setzt sich verstärkt für neue Denkansätze bei der Vermittlung in Arbeit ein.
Im Jahr 2019 schloss er sein fünf Jahre zuvor begonnenes Masterstudium „Management und Regulierung von Arbeit, Wirtschaft und Organisation“ an der Ruhr-Universität Bochum ab. Er präsentiert auch unregelmäßig die Arbeitsmarktzahlen. In der Coronakrise im Jahr 2020 hat Terzenbach als Manager die Organisation der Bundesagentur in kurzer Zeit umgestellt, um die hohe Zahl an Kurzarbeitergeldanträgen bewältigen zu können.
Am 18. Oktober 2023 wurde er als „Sonderbeauftragter der Bundesregierung für die Arbeitsmarktintegration von Geflüchteten“ durch den damaligen Bundesminister für Arbeit und Soziales Hubertus Heil vorgeschlagen und am 25. Oktober 2023 von der Bundesregierung in diese Funktion berufen. Mit der Ernennung der neuen Bundesregierung endete seine Beauftragung am 6. Mai 2025.
Terzenbach ist ehrenamtliches Mitglied im DGFP-Vorstand.

## Auszeichnungen
Terzenbach wurde in den Jahren 2018 und 2019 vom Wirtschaftsmagazin Capital (Deutschland) jeweils als ein „Top 40 der unter 40“-Talent in der Kategorie „Politik und Staat“ gewählt. Im Jahr 2020 wurde Terzenbach vom Handelsblatt und der Boston Consulting Group als Vordenker ausgezeichnet.

## Privates
Terzenbach wohnt mit seiner Frau, einer Oberärztin, und drei Söhnen in Nürnberg. Zu seinen Hobbys gehört das Bouldern und Fußballspielen bei den Alten Herren.